# جيمس ريد (لاعب كرة قدم)
جيمس ريد (بالإنجليزية: James Reid)‏ (1 مايو 1890 في المملكة المتحدة - 22 أبريل 1938) هو مدرب كرة قدم ولاعب كرة قدم بريطاني (وحمل سابقاً جنسية المملكة المتحدة لبريطانيا العظمى وأيرلندا) في مركز الهجوم. لعب مع لينكولن سيتي أف سي ونادي كلايدبانك ‏.

## وصلات خارجية
- جيمس ريد على موقع الاتحاد الإسكتلندي (الإنجليزية)
- جيمس ريد على موقع قاعدة بيانات كرة القدم.إي يو (الإنجليزية)